# Квазіізометрія
У математиці квазіізометрія — це функція між двома метричними просторами, яка враховує великомасштабну геометрію цих просторів і нехтує їх дрібні деталі. Два метричні простори є квазіізометричними, якщо між ними існує квазіізометрія. Властивість бути квазіізометричним поводиться як відношення еквівалентності в класі метричних просторів.
Концепція квазіізометрії особливо важлива в геометричній теорії груп, що відбито в працях Громова.

Ця ґратка квазіізометрична площині.

## Визначення
Припустимо, що {\displaystyle f} є (не обов'язково неперервним) відображенням з одного метричного простору {\displaystyle (M_{1},d_{1})} у другий метричний простір {\displaystyle (M_{2},d_{2})}. {\displaystyle f} називають квазіізометрією з {\displaystyle (M_{1},d_{1})} у {\displaystyle (M_{2},d_{2})}, якщо існують сталі {\displaystyle A\geq 1}, {\displaystyle B\geq 0}, і {\displaystyle C\geq 0} такі, що:
1. для кожних двох точок {\displaystyle x} і {\displaystyle y} в {\displaystyle M_{1}}:
{\displaystyle \forall x,y\in M_{1}:{\frac {1}{A}}\;d_{1}(x,y)-B\leq d_{2}(f(x),f(y))\leq A\;d_{1}(x,y)+B.}
2. кожна точка {\displaystyle M_{2}} міститься в межах сталої відстані {\displaystyle C} від точки образу. Формальніше:
{\displaystyle \forall z\in M_{2}:\exists x\in M_{1}:d_{2}(z,f(x))\leq C.}

Два метричні простори {\displaystyle (M_{1},d_{1})} і {\displaystyle (M_{2},d_{2})} називають квазіізометричними, якщо існує квазіізометрія {\displaystyle f} з {\displaystyle (M_{1},d_{1})} у {\displaystyle (M_{2},d_{2})}.
Відображення називають квазіізометричним вкладенням, якщо воно задовольняє першій умові, але не обов'язково другій (тобто воно є приблизно ліпшицевим, але може не бути приблизно сюр'єктивним). Іншими словами, якщо при відображенні {\displaystyle (M_{1},d_{1})} є квазіізометричним до підпростору {\displaystyle (M_{2},d_{2})}.
Два метричні простори {\displaystyle M_{1}} і {\displaystyle M_{2}} називають квазіізометричними, що позначається {\displaystyle M_{1}{\underset {q.i.}{\sim }}M_{2}}, якщо існує квазіізометрія {\displaystyle f:M_{1}\to M_{2}}.

## Приклади
Відображення між евклідовою площиною та площиною з мангеттенською відстанню, яке відображає кожну точку в себе, є квазіізометрією: у ній відстані помножені на коефіцієнт щонайбільше {\displaystyle {\sqrt {2}}}. Зверніть увагу, що тут не може бути ізометрії, оскільки, наприклад, манхеттенська відстань між точками {\displaystyle (1,0),(-1,0),(0,1),(0,-1)}однакова, але на евклідовій площині не існує 4 точок, які б були на однаковій відстані одна від одної.
Відображення {\displaystyle f:\mathbb {Z} ^{n}\mapsto \mathbb {R} ^{n}} (обидва з евклідовою метрикою), яке переводить кожен {\displaystyle n}-кортеж цілих чисел у самого себе є квазіізометрією: відстані зберігаються точно, і кожен дійсний кортеж лежить у межах {\displaystyle {\sqrt {n/4}}} від цілочисельного кортежу. З іншого боку, розривна функція, яка округлює кожен кортеж дійсних чисел до найближчого цілого кортежу, також є квазіізометрією: кожна точка переводиться цим відображенням у точку в межах {\displaystyle {\sqrt {n/4}}} від неї, тобто округлення змінює відстань між парами точок додавання або віднімання максимум {\displaystyle 2{\sqrt {n/4}}}.
Кожна пара скінченних або обмежених метричних просторів є квазіізометричною. У цьому випадку кожне відображення з одного простору в інший є квазіізометрією.

## Відношення еквівалентності
Якщо {\displaystyle f:M_{1}\mapsto M_{2}} є квазіізометрією, то існує квазіізометрія {\displaystyle g:M_{2}\mapsto M_{1}}. Дійсно, {\displaystyle g(x)} можна визначити, взявши як {\displaystyle y} будь-яку точку на образі {\displaystyle f}, розташовану в межах відстані {\displaystyle C} від {\displaystyle x}, та як {\displaystyle g(x)} будь-яку точку в {\displaystyle f^{-1}(y)}.
Оскільки тотожне відображення є квазіізометрією, а композиція двох квазіізометрій є квазіізометрією, то властивість бути квазіізометричним поводиться в класі метричних просторів як відношення еквівалентності.

## Використання в геометричній теорії груп
Якщо дано скінченну породжувальну множину S скінченнопородженої групи G, можна сформувати відповідний граф Келі S і G. Якщо оголосити довжину кожного ребра рівною 1, цей граф стає метричним простором. Взяття іншої скінченної породжувальної множини T приводить до іншого графа та іншого метричного простору, однак ці два простори є квазіізометричними. Отже, цей клас квазіізометрії є інваріантом групи G. Будь-яка властивість метричних просторів, яка залежить лише від класу квазіізометрії простору, негайно дає інший інваріант груп, відкриваючи галузь теорії груп для геометричних методів.
Загалом, лема Шварца — Мілнора стверджує, що якщо група G діє цілком розривно з компактним фактором на властивому геодезичному просторі X, то G є квазіізометричною відносно X (це означає, що будь-який граф Кейлі для G є квазіізометричним). Це дає нові приклади груп, квазіізометричних одна одній:
- Якщо G' — підгрупа скінченного індексу в G, то G' є квазіізометричною G;
- Якщо G і H — фундаментальні групи двох компактних гіперболічних многовидів однакової розмірності d, то обидві вони квазіізометричні гіперболічному простору Hd і, отже, одна одній; з іншого боку, існує нескінченна кількість класів квазіізометрії фундаментальних груп скінченного об'єму[3].

## Квазігеодезичні та лема Морса
Квазігеодезична в метричному просторі {\displaystyle (X,d)} є квазіізометричним вкладенням {\displaystyle \mathbb {R} } в {\displaystyle X}. Точніше відображення {\displaystyle \phi :\mathbb {R} \to X} таке, що існує {\displaystyle C,K>0} так що
{\displaystyle \forall s,t\in \mathbb {R} :C^{-1}|s-t|-K\leq d(\phi (t),\phi (s))\leq C|s-t|+K}
називають {\displaystyle (C,K)}-квазігеодезичною. Очевидно, геодезичні (параметризовані довжиною дуги) є квазігеодезичними. Той факт, що в деяких просторах зворотне приблизно істинне, тобто що кожна квазігеодезична залишається на обмеженій відстані від справжньої геодезичної, називають лемою Морса (не плутати з, можливо, відомішою лемою Морса в диференціальній топології). Формальніше:
Нехай {\displaystyle \delta ,C,K>0} і {\displaystyle X} властивий δ-гіперболічний простір. Існує {\displaystyle M} таке, що для будь-якої {\displaystyle (C,K)}-квазігеодезичної {\displaystyle \phi } існує в {\displaystyle X} геодезична {\displaystyle L} така, що {\displaystyle d(\phi (t),L)\leq M} для усіх {\displaystyle t\in \mathbb {R} }.
Це важливий засіб у геометричній теорії груп. Безпосереднім застосуванням є те, що будь-яка квазіізометрія між власне гіперболічними просторами індукує гомеоморфізм між їхніми межами. Цей результат є першим кроком у доведенні теореми про жорсткість Мостова.

## Приклади квазіізометричних інваріантів груп
Нижче наведено кілька прикладів властивостей графів груп Келі, які є інваріантними відносно квазіізометрії:

### Гіперболічність
Групу називають гіперболічною, якщо один із її графів Келі є δ-гіперболічним простором для деякого δ. При переході між різними визначеннями гіперболічності конкретне значення δ може змінюватися, але отримані поняття гіперболічної групи виявляються еквівалентними.
Гіперболічні групи мають розв'язну словесну задачу. Вони є біавтоматичними та автоматичними: справді, вони сильно геодезично автоматичні, тобто в групі існує автоматична структура, де мовою, прийнятою для акцептора слів, є набір усіх геодезичних слів.

### Зростання
Ступінь зростання групи відносно симетричної породжувальної множини описує розмір куль у групі. Кожен елемент у групі можна записати як добуток твірних, а ступінь зростання підраховує кількість елементів, які можна записати як добуток довжини n.
За теоремою Громова, група поліноміального зростання є віртуально нільпотентною, тобто має нільпотентну підгрупу скінченного індексу. Зокрема, порядок зростання полінома {\displaystyle k_{0}} має бути натуральним числом і, фактично, {\displaystyle \#(n)\sim n^{k_{0}}} .
Якщо {\displaystyle \#(n)} зростає повільніше, ніж будь-яка експоненційна функція, G має субекспоненціальний ступінь зростання. Будь-яка така група аменабельна.

### Кінці
Кінці топологічного простору — це, грубо кажучи, сполучні компоненти «ідеальної межі» простору. Тобто кожен кінець представляє топологічно окремий спосіб переміщення до нескінченності в просторі. Додання точки на кожному кінці дає компактифікацію початкового простору, відому як кінцева компактифікація.
Кінці скінченнопородженої групи визначаються як кінці відповідного графа Келі; це визначення не залежить від вибору скінченної породжувальної множини. Кожна скінченнопороджена нескінченна група має 0, 1, 2 або нескінченно багато кінців, а теорема Столлінгса про кінці груп забезпечує розкладання для груп з більш ніж одним кінцем.
Якщо два зв'язні локально скінченні графи є квазіізометричними, то вони мають однакову кількість кінців. Зокрема, дві квазіізометричні скінченно породжені групи мають однакову кількість кінців.

### Аменабельність
Аменабельна група — локально компактна топологічна група G з операцію усереднення на обмежених функціях, яка є інваріантною відносно трансляції елементів групи. Оригінальне визначення в термінах скінченно адитивної інваріантної міри (або середнього) на підмножинах G увів Джон фон Нейман 1929 року під німецькою назвою «messbar» (вимірний) у відповідь на парадокс Банаха — Тарського. 1949 року Маглон М. Дей запропонував англійський переклад «amenable», мабуть, як гру слів.
У теорії дискретних груп, де G має дискретну топологію, використовується простіше визначення. У цьому випадку група є аменабельною, якщо можна сказати, яку частку G займає будь-яка дана підмножина.
Якщо група має послідовність Фьолнера, вона автоматично є аменабельною.

### Асимптотичний конус
Ультрамежа — це геометрична побудова, яка визначає для послідовності метричних просторів Xn граничний метричний простір. Важливим класом ультрамеж є так звані асимптотичні конуси метричних просторів. Нехай (X,d) — метричний простір, ω — неголовний ультрафільтр на {\displaystyle \mathbb {N} } і нехай pn ∈ X — послідовність базових точок. Тоді ω — ультрамежа послідовності {\displaystyle (X,{\frac {d}{n}},p_{n})} називають асимптотичним конусом X відносно ω і {\displaystyle (p_{n})_{n}\,} і позначають {\displaystyle Cone_{\omega }(X,d,(p_{n})_{n})\,}. Часто приймають послідовність базових точок сталою, pn = p для деякого p ∈ X; в цьому випадку асимптотичний конус не залежить від вибору p ∈ X і позначається {\displaystyle Cone_{\omega }(X,d)\,} або просто {\displaystyle Cone_{\omega }(X)\,}.
Поняття асимптотичного конуса відіграє важливу роль у геометричній теорії груп, оскільки асимптотичні конуси (або, точніше, їх топологічні типи та бі-ліпшицеві типи) забезпечують квазіізометричні інваріанти метричних просторів загалом і скінченно породжених груп зокрема. Асимптотичні конуси також виявляються корисним інструментом у вивченні відносно гіперболічних груп та їх узагальнень.